# Julius Tutor
Julius Tutor est un aristocrate trévire (peuple Gaulois établit dans les actuel Sarre et Luxembourg) du Ier siècle de notre ère.

## Révolte des Bataves
Il s’illustra particulièrement lors de la Révolte des Bataves en 69-70 durant laquelle il se rallia au Batave Caius Julius Civilis autoproclamé "César" ainsi qu'aux lingons commandé par Julius Sabinus.
Il combattit les légions romaines du Rhin aidé par son compatriote trévire le commandant Julius Classicus et leurs infligea de cuisantes défaites mais son allié lingon est défait par les séquanes restées fidèles a Rome. Le chef Lingon simulant le suicide ; les révoltés, désordonnés seront battus et fuiront. Le dernier centre de révolte est maté sur l’île des Bataves.
Sa vie après l’insurrection n'est pas connue.